# Chevrolet Standard
Der Chevrolet Standard Mercury, bzw. Chevrolet Standard, war ein Mittelklasse-PKW, der in den Modelljahren 1933 bis 1936 von Chevrolet in den USA als Nachfolger der Confederate gebaut wurde.

## Von Jahr zu Jahr

### Standard Mercury Serie CC (1933)
Der eigentliche Nachfolger des Confederate in der unteren Mittelklasse erschien erst Mitte des Modelljahres 1933. Sein Radstand war um 3″ auf 2.718 mm reduziert worden. Der oben gesteuerte Sechszylinder-Reihenmotor hatte nun zwar 2.966 cm3, leistete aber, wie sein Vorgänger, 60 bhp (44 kW) bei 3.000 min−1. Hatte der Confederate noch ein synchronisiertes Getriebe, so entfiel diese Synchronisierung wieder beim Standard Mercury. Die Karosserien waren aerodynamisch verbessert worden und hatten V-förmige, nach hinten geneigte Kühlermasken. Die Lüftungsklappen an beiden Seiten der Motorhaube waren schmäler und nicht mehr verchromt, sondern lackiert, ebenso wie die Scheinwerfer, die nur noch Chromringe besaßen.
Wegen des kurzen Modellzyklus erschienen nur drei verschiedene Aufbauten, zwei Coupés mit zwei oder vier Sitzen und eine 2-türige Limousine mit 5 Sitzen. Nur 35.845 Exemplare entstanden im verkürzten Modelljahr.

### Standard Serie DC (1934)
Wenig Veränderungen gab es im ersten vollen Modelljahr der neuen Baureihe, die von Standard Mercury in Standard umbenannt worden war. Zu den drei Modellen des Vorjahres kamen mitten im Modelljahr noch ein 4-türiger Phaeton und eine 4-türige Limousine, jeweils mit fünf Sitzplätzen.
Die vertikalen Lüftungsklappen waren drei horizontalen Lüftungsschlitzen auf jeder Seite der Motorhaube gewichen. 98.959 Exemplare entstanden von der Serie DC.

### Standard Serie EC (1935)
Am Styling der Standard-Modelle änderte sich 1935 nichts, aber es kam ein größerer Motor, der vom Mittelklassemodell Master übernommen wurde. Im Standard leistete der 3.388 cm3 große Sechszylinder aber nur 74 bhp (54 kW) bei 3.200 min−1. Weiterhin wurden fünf verschiedene Aufbauten angeboten.
Mit 201.773 Exemplaren übertraf dieser Standard seinen Vorgänger deutlich.

### Standard Serie FC (1936)
1936 erhielten auch die Standard-Modelle die Ganzstahlkarosserien von Fisher Body Co. Die altmodischen Aufbauformen Roadster und Phaeton verschwanden; dafür kamen 2-türige Cabriolets mit zwei oder vier Sitzplätzen dazu. Die vorderen Kotflügel der neuen Karosserien waren stärker gerundet als im Vorjahr. Außerdem gab es nun durchgehend Stahlscheibenräder. Neuheit waren hydraulisch statt mechanisch mit Seilzügen betätigte Bremsen an allen vier Rädern. Die Motorleistung entsprach mit 79 bhp (58 kW) bei 3.200 min−1 der des größeren Mittelklassemodells.
408.417 Exemplare der Serie FC zeigten an, dass Chevrolet mit diesen Änderungen auf einem erfolgreichen Weg war. Im Folgejahr verschwand der Standard ersatzlos und das Mittelklassemodell Master übernahm die Rolle des Einstiegsmodells.